# Lucien Monnerie
Pour les articles homonymes, voir Monnerie.
Lucien Monnerie, né le 3 août 1937 à Saint-Junien (Haute-Vienne), est un chimiste français, spécialiste de la physico-chimie des polymères. Il fut professeur et directeur des études de l’ESPCI.

## Biographie
Lucien Monnerie est un ingénieur de l’ESPCI ParisTech (diplômé en 1960, 75e promotion) et docteur ès sciences de l’université de Paris en 1968. Il est nommé professeur de chimie physique des polymères et de spectroscopie à l’ESPCI en 1971 où il crée le Laboratoire de physico-chimie structurale et macromoléculaire, associé au CNRS. Il participe à la direction de l’ESPCI au côté de Pierre-Gilles de Gennes en tant que directeur des études de l’école de 1976 à 1996. Il est à la retraite depuis 1999.
Lucien Monnerie a été conseiller scientifique de Rhône-Poulenc, Rhodia, Michelin, Orkem, Atochem, ICI et Essilor.

## Travaux
Lucien Monnerie et son groupe ont mené des travaux de recherche qui, bien que de caractère fondamental, sont directement reliés au développement de connaissances nécessaires pour mettre au point de nouveaux matériaux, améliorer des procédés de mise en œuvre.
Relier la structure chimique aux propriétés est particulièrement difficile dans le cas des matériaux polymères. En effet, par suite de la nature en chaîne de ces composés, la simple connaissance de la structure chimique du motif de répétition ne permet pas directement de prévoir les propriétés. Pour y parvenir, il faut successivement:
- comprendre comment les caractéristiques intrinsèques d'une chaîne tant au niveau statique (conformation locale, conformation moyenne de la chaîne), qu'au niveau dynamique (mouvements segmentaires au sein d'une chaîne) sont contrôlées par sa structure chimique.
- étendre les relations établies pour les caractéristiques intrinsèques d'une chaîne au cas d'un matériau en masse (à l'état fluide ou solide) en prenant en compte les effets intermoléculaires: organisation moléculaire, morphologie des polymères semi-cristallins, miscibilité des mélanges de polymères, phénomènes de transition vitreuse et mouvement d'ensemble des chaînes. Dans ce cas, le terme "structure chimique" comprend, en plus de la nature des groupes atomiques du motif de répétition ("microstructure"), l'existence de ramifications longues des chaînes, de réseaux tridimensionnels plus ou moins parfaits ("macrostructure").
- analyser, à l'échelle moléculaire, à l'aide de techniques spectroscopiques, les propriétés physiques et mécaniques considérées, afin d'identifier les caractéristiques statiques et dynamiques des chaînes polymères mises en jeu, pouvoir relier ces propriétés aux "micro" et "macro" structures des matériaux.

L'originalité de la démarche développée par Lucien Monnerie a été d'associer:
- des techniques macroscopiques d'étude des propriétés (orientation, viscoélasticité, élasticité, rupture),
- des caractérisations moléculaires spectroscopiques (relaxation magnétique nucléaire H,2H, 13C, infra-rouge et dichroisme infra-rouge, fluorescence et polarisation de fluorescence) et des modélisations numériques,
- une évolution progressive des structures chimiques, soit au niveau du motif de répétition, soit via des copolymères constitués de motifs de répétition différents.

Lucien Monnerie est auteur et coauteur de plus de 300 articles scientifiques.

## Détail des travaux
Les principales contributions ont porté sur les thèmes ci-après.
- Dynamique locale des polymères: caractérisation détaillée de la dynamique des divers groupes atomiques d'une chaîne dans les polymères en solution[1], à l'état fondu[2], à l'état solide et rôle de la coopérativité intra- ou inter-moléculaire[3]. Développement de méthodes de simulation[4].

- Orientation des polymères thermoplastiques: analyse moléculaire des diverses étapes de la relaxation d'une chaîne étirée[5]. Influences mutuelles de chaînes de différentes masses moléculaires[6]. Effet de ramifications[7].Cristallisation induite par étirage[8]. Comportement différent des chaînes de chaque espèce dans un mélange compatible[9].

- Mélanges de polymères: détermination des diagrammes de phase de systèmes polymères isomoléculaires[10]. Analyse du mécanisme de démixtion par nucléation croissance d'un mélange de polymères. Mise en évidence de zones interfaciales dans des systèmes polymères partiellement miscibles[11]. Obtention directe de la phase cristalline piezo-électrique du poly(fluorure de vinyle) à partir de certains mélanges avec du poly(méthacrylate de méthyle)[12].

- Déformation plastique et rupture des polymères thermoplastiques et thermodurcissables: mise en évidence, au seuil de plasticité, de changements conformationnels locaux[13]. Rôle des mouvements locaux dans le phénomène de déformation plastique et la nature des micromécanismes de déformation (bandes de cisaillement, craquelures) associés à la rupture[14].

- Réseaux tridimensionnels d’élastomères purs: développement de modèles théoriques et comparaison avec l'expérience[15]. Mise en évidence d'un phénomène de couplage orientationnel entre segments de chaînes orientées[16].

- Réseaux tridimensionnels d’élastomères renforcés par des charges: mise en évidence des hétérogénéités de déformation de l’élastomère[17]. Analyse des phénomènes d’hystérèse sous déformation (Effet Mullins) et influence sur le comportement en rupture[18].

## Distinctions
- 1969 : Prix Cahours de l’Académie des sciences
- 1982 : Chevalier de l’ordre national du Mérite
- 1986 : Bourke Medal of the Royal Society of Chemistry, Faraday Division
- 1993 : Membre de l’Academia Europaea

## Publications
- Introduction à la chimie macromoléculaire, avec Georges Champetier, Masson, Paris, 1969. Traduit en espagnol et en japonais.
- Mécanique des matériaux polymères, avec J.L. Halary et F. Lauprêtre, Belin, Paris, 2008.  (ISBN 978-2-7011-4591-4)
- Polymer Materials: Macroscopic Properties and Molecular Interpretations, avec J.L. Halary et F. Lauprêtre, Wiley, 2011.  (ISBN 978-0-470-61619-2)